# 민규
민규(본명: 김민규, 金玟奎, 1997년 4월 6일 ~ )는 대한민국의 래퍼이자 작사가, 작곡가, 프로듀서이며, 대한민국의 보이 그룹 세븐틴의 래퍼를 맡고 있다.

## 학력
- 안양부안초등학교(졸업)
- 부림중학교(졸업)
- 서울방송고등학교 방송콘텐츠과(졸업)
- 동아방송예술대학교 K-POP과(휴학)

## 음반 활동

### 싱글앨범
- 원우, 민규 《Bittersweet》 <Bittersweet (Feat. 이하이)>

### 랩, 작사, 작곡 및 프로듀싱
- 세븐틴 《17 CARAT》 〈Ah Yeah〉
- 세븐틴 《BOYS BE》 〈표정관리〉
- 세븐틴 《BOYS BE》 〈'만세'〉
- 세븐틴 《LOVE&LETTER》 〈엄지척〉
- 세븐틴 《LOVE&LETTER》 〈만.세(Hiphop Team Ver.)〉
- 세븐틴 《LOVE&LETTER》 〈떠내려가〉
- 세븐틴 《LOVE&LETTER》 〈사랑쪽지 (Love Letter)〉
- 세븐틴 《LOVE&LETTER REPACKAGE ALBUM》 〈끝이 안보여〉
- 세븐틴 《LOVE&LETTER REPACKAGE ALBUM》 〈힐링〉
- 세븐틴 《GOING SEVENTEEN》 〈붐붐〉
- 세븐틴 《GOING SEVENTEEN》 〈Beautiful〉
- 세븐틴 《GOING SEVENTEEN》 〈기대〉
- 세븐틴 《Al1》 〈IF I〉
- 세븐틴 《Al1》 〈Crazy In Love〉
- 세븐틴 《Al1》 〈Check-In (Remastering)〉
- 세븐틴 《TEEN, AGE》 〈모자를 눌러 쓰고〉
- 세븐틴 《TEEN, AGE》 〈박수〉
- 세븐틴 《TEEN, AGE》 〈TRAUMA〉
- 세븐틴 《TEEN, AGE》 〈Hello〉
- 세븐틴 《TEEN, AGE》 〈캠프파이어〉
- 세븐틴 《DIRECTOR'S CUT》 〈Thinkin` about you〉
- 세븐틴 《YOU MAKE MY DAY》 〈What's Good〉
- 세븐틴 《YOU MAKE MY DAY》 〈우리의 새벽은 낮보다 뜨겁다〉
- 세븐틴 《YOU MADE MY DAWN》 〈칠리〉
- 세븐틴 《A-TEEN2 Part.2》 〈9-TEEN〉

## 가수 외 활동

### 텔레비전 프로그램
- 2015년 8월 4일 KBS2 《1대 100》 399회 100인으로 출연
- 2015년 SBS 《백종원의 3대 천왕》
- 2015년 SBS 《런닝맨》
- 2015년 MBC every1 《주간아이돌》
- 2016년 MBC MUSIC, MBC every1 《스타쇼360》
- 2017년  태국 채널3 시트콤《luang ta mahachon》
- 2017년 SBS 《백종원의 3대 천왕》
- 2017년 SBS 《정글의 법칙 in 코모도》
- 2017년 SBS 《마스터키》
- 2017년 12월 29일 KBS2 《KBS 가요대축제》 MC (예린, 강다니엘, 솔라) 2부 진행
- 2018년 2월 3일 KBS2 평창 동계올림픽 특집 배틀 트립 (승관) 78회
- 2018년 2월 18일 ~2019년 10월 6일 SBS 《인기가요》 고정 MC (With 정채연, 송강, 신은수)
- 2020년 5월 10일 SBS 《런닝맨》 - 게스트
- 2020년 11월 15일 SBS 《런닝맨》 - 게스트
- 2023년 10월 28일 tvN 《놀라운 토요일》 -게스트

### 웹예능
- 2023년 유튜브 《핑계고》 (10월 27일)
- 2023년 유튜브 《나영석의 와글와글》 (10월 28일)
- 2024년 유튜브 《소통의 神》 (5월 3일)
- 2024년 유튜브 《핑계고》 (10월 17일)

### 라디오
- 2015년 KBS Cool FM 《케이팝플래닛》 - DJ

### 뮤직비디오
- 2012년 뉴이스트 〈FACE〉
- 2012년 헬로비너스 〈Venus〉
- 2014년 계범주 〈28.5〉